# Универзитет у Травнику
Универзитет у Травнику је приватни универзитет основан 2007. године. Први је универзитет у Средњобосанском кантону. Од јуна 2010. године прерастао је у интегрисани универзитет са следећим факултетима:
1. Графички факултет Кисељак
2. Едукацијски факултет Травник
3. Фармацеутско-Здравствени факултет Травник
4. Правни факултет
5. Факултет за менаџмент и туризам Травник

## Графички факултет
Студијски програми додипломских студија (3 године/180 ЕСПБ):
1. Графички дизајн
2. Графичко инжењерство
3. Инжењерство мултимедије

## Едукацијски факултет
Студијски програми додипломских студија:
1. Разредна настава - 4 године/240 ЕСПБ
2. Босански/Хрвастки/Српски језик и књижевност - 4 године/240 ЕСПБ
3. Разредна настава и Босански/Хрвастки/Српски језик и књижевност - 4 године/240 ЕСПБ
4. Математика и информатика - 4 године/240 ЕСПБ
5. Предшколски одгој - 4 године/240 ЕСПБ
6. Пeдaгoгиja и психoлoгиja - 4 године/240 ЕСПБ
7. Општа кинезиологија - спорт и телесни одгој - 4 године/240 ЕСПБ
8. Специјалне намене - војска, полиција, заштитари - 3 године/180 ЕСПБ
9. Спорт - тренерски - 3 године/180 ЕСПБ
10. Спортски менаџмент - 3 године/180 ЕСПБ

## Фармацеутско-здравствени факултет
Студијски програми:
1. Фармацеутски смјер
2. Радиолошки смјер
3. Општи медицински смјер - медицинско сестринство
4. Физиотерапеутски смјер
5. Стоматолошки смјер
6. Медицинско-лабораторијска дијагностика

## Правни факултет
Студијски програми додипломских студија:
1. Опште право - 4 године/240 ЕСПБ
2. Пословно право 3 године/180 ЕСПБ
3. Јавна управа - 3 године/180 ЕСПБ

## Факултет за менаџмент и туризам
Студијски програми додипломских студија (3 године/180 ЕСПБ):
1. Општи менаџмент
2. Менаџмент у банкарству и осигурању
3. Туризам и угоститељство